# Beschermd wonen in Vlaanderen
Beschermd wonen, in Vlaanderen, is een woonvorm voor personen met een handicap die zich situeert tussen het begeleid wonen en het tehuis voor werkenden of tehuis voor niet-werkenden, met ambulante ondersteuning door een dienst beschermd wonen.

## Doelgroep
Personen met een handicap die de zorgoriëntatie 'beschermd wonen' verkrijgen van het Vlaams Agentschap voor Personen met een Handicap horen niet thuis in de intensievere begeleidingsvorm van een tehuis voor (niet-)werkenden. Niettemin is voor hen de ondersteuning van het begeleid wonen te beperkt.
Het gaat om volwassen personen met een handicap die over een zekere mate van zelfredzaamheid beschikken, waardoor ze een autonoom geïntegreerd wonen en leven aankunnen, maar omwille van hun beperkingen (vaardigheden, onzekerheden) nood hebben aan ondersteuning en/of begeleiding.

## Doelstelling
Een dienst beschermd wonen tracht de sociale integratie van personen met een verstandelijke beperking na te streven, met het oog op een op gelijkwaardigheid en solidariteit gebaseerde samenleving.
Dit wil de dienst bereiken via een begeleiding op maat, aan mensen met beperkingen, ondersteuning aanbieden waardoor een zelfstandiger wonen of woonvorm haalbaar wordt en/of blijft. Beschermd wonen moet, via een aangepaste individuele ondersteuning op maat, een zelfstandig(er) wonen mogelijk maken, maar ook een doorstroming naar nog zelfstandiger woonvormen haalbaar(der) maken.  Voor bepaalde personen wordt beschermd wonen een einddoel, voor anderen een doorstromingsstap naar (nog) meer zelfstandiger wonen.

## Opnamecriteria
- de motivatie van de cliënt om ondersteuning te krijgen is een belangrijke voorwaarde
- cliënten hebben geen permanente nood aan ADL-ondersteuning
- cliënten hebben een zekere mate van zelfredzaamheid
- cliënten hebben een zekere psychosociale stabiliteit
- cliënten zijn in staat signalen te geven inzake ondersteuning/begeleiding
- erkenning of toelating van het Vlaams Agentschap voor Personen met een Handicap

## Basisprincipes

### Aan huis
De begeleiding gebeurt aan huis en is op maat van de cliënt. De cliënten betalen geen vergoeding aan de dienst, de begeleiding/ondersteuning is gesubsidieerd door het Vlaams Agentschap voor Personen met een Handicap.

### Semipermanent
Er is geen permanente ondersteuning noodzakelijk, maar de woonbegeleider is wel permanent (24u op 24u) beschikbaar via telefoonpermanentie.

### Semi-inclusief
Beschermd wonen kan in een gewone woonwijk in een geïntegreerde groepswoning (1 tot 5 personen), soms in de nabijheid van een voorziening (tehuis voor werkenden of niet-werkenden). Een dienst beschermd wonen ondersteunt mensen in het zo zelfstandig mogelijk te gaan leven.

### Ondersteuning
Een dienst beschermd wonen ondersteunt tevens de cliënt op vlak van dagbesteding, vrije tijd en sociaal netwerk. Verder begeleidt de dienst de cliënt in de woonsituatie en op psychosociaal en administratief vlak.

#### Begeleiding
De uren van begeleiding worden naargelang noden en haalbaarheid ingevuld. De begeleiding is medeverantwoordelijk voor het ter harte nemen van de vragen en interesses van de hun toegewezen bewoners en werken vanuit een cliëntgerichte houding.
De begeleiding heeft een ambulant karakter. De begeleider komt (minimum) meerdere keren per week aan huis (afhankelijk van de nood en vraag van de cliënt). Op die momenten is er overleg/ondersteuning omtrent alles wat de cliënt aanbelangt.
Bij problemen helpt de begeleiding zoeken naar de best mogelijke oplossing.
De begeleiding helpt zoeken naar nieuwe mogelijkheden en perspectieven en ondersteunt (de uitbouw van) het zelfstandig(er) leven van de cliënt. Er wordt gestreefd naar optimale zelfstandigheid bij de cliënten.
Begeleidingstaak: ondersteuning op alle vlakken, afhankelijk van de vraag van de cliënt, zowel woonbegeleiding als dagbestedingsbegeleiding.

#### Huisvesting
Veelal wonen de cliënten in huurhuizen die men vindt op de woonmarkt. De gebruiker wordt een zo normaal mogelijk woon- en leefklimaat aangeboden, waarbij enerzijds ten volle aandacht wordt geschonken aan de individuele mogelijkheden van elke gebruiker en waarbij anderzijds de mogelijkheden van elke gebruiker ten volle worden gestimuleerd.
Men kan kiezen om alleen te wonen of samen te wonen met anderen. De cliënt wordt gestimuleerd om zelf op zoek te gaan naar een eigen woning en het huurcontract te tekenen. De dienst wil op verzoek van de cliënt, helpen zoeken naar een (zelf) gekozen geschikte woning.
Eenmaal een woning geschikt bevonden en goedgekeurd door de cliënt, geven diensten beschermd wonen ondersteuning in verband met aanpassingen ifv optimale toegankelijkheid. De cliënt bepaalt de inrichting en aanpassingen. Specifieke verlangens en aanpassingen vallen ten koste van de cliënt. De kosten voor de huur evenals de vaste kosten (water, elektriciteit, belastingen etc.) vallen volledig ten laste van de cliënt. De huur van de woning wordt aanbevolen max. 1/3 van het inkomen te bedragen.

#### Financieel
Alle leefkosten zijn voor de cliënt en zijn afhankelijk van zijn/haar behoeften en noden: energie, voeding, onderhoud, herstellingen, verzekeringen, zelfstandig verpleger, kiné, dokter.
De haalbaarheid beschermd wonen voor de kandidaat-cliënten wordt mede bepaald door de (huur)kost van de woning. 
Een woning delen met medebewoners is soms financieel voordelig. Het vinden van een sociale woning verhoogt de (financiële) haalbaarheid van vele cliënten.